# Perrierita-(La)
La perrierita-(La) és un mineral de la classe dels silicats que pertany al subgrup de la perrierita, dins del grup de la chevkinita. Rep el nom per la seva relació amb la perrierita-(Ce).

## Característiques
La perrierita-(La) és un silicat de fórmula química (La,Ce,Ca)₄(Fe,Mn2+,Mg)Fe3+₂(Ti,Fe3+)₂(Si₂O₇)₂O₈. Cristal·litza en el sistema monoclínic. La seva duresa a l'escala de Mohs és 6.
Segons la classificació de Nickel-Strunz, la perrierita-(La) pertany a «09.BE - Estructures de sorosilicats, amb grups Si₂O₇, amb anions addicionals; cations en coordinació octaèdrica [6] i major coordinació» juntament amb els següents minerals: wadsleyita, hennomartinita, lawsonita, noelbensonita, itoigawaïta, ilvaïta, manganilvaïta, suolunita, jaffeïta, fresnoïta, baghdadita, burpalita, cuspidina, hiortdahlita, janhaugita, låvenita, niocalita, normandita, wöhlerita, hiortdahlita I, marianoïta, mosandrita, nacareniobsita-(Ce), götzenita, hainita, rosenbuschita, kochita, dovyrenita, baritolamprofil·lita, ericssonita, lamprofil·lita, ericssonita-2O, seidozerita, nabalamprofil·lita, grenmarita, schüllerita, lileyita, murmanita, epistolita, lomonossovita, vuonnemita, sobolevita, innelita, fosfoinnelita, yoshimuraïta, quadrufita, polifita, bornemanita, xkatulkalita, bafertisita, hejtmanita, bykovaïta, nechelyustovita, delindeïta, bussenita, jinshajiangita, perraultita, surkhobita, karnasurtita-(Ce), perrierita-(Ce), estronciochevkinita, chevkinita-(Ce), poliakovita-(Ce), rengeïta, matsubaraïta, dingdaohengita-(Ce), maoniupingita-(Ce), hezuolinita, fersmanita, belkovita, nasonita, kentrolita, melanotekita, til·leyita, kil·lalaïta, stavelotita-(La), biraïta-(Ce), cervandonita-(Ce) i batisivita.
L'exemplar que va servir per a determinar l'espècie, el que es coneix com a material tipus, es troba conservat al Museu Mineralògic Fersmann, de l'Acadèmia Russa de les Ciències, a Moscou (Rússia), amb el número de registre: 4059/1.

## Formació i jaciments
Originalment va ser reportada, sense aprovació prèvia, de la localitat de Buer, a Bjørkedalen (Telemark, Noruega), en pegmatites de sienita, associada amb aegirina, loparita-(Ce) i microclina. La localitat tipus, però, es considera les pedreres In den Dellen, situades a Mendig, Mayen-Koblenz (Renània-Palatinat, Alemanya). Aquests dos indrets són els únics de tot el planeta on ha estat descrita aquesta espècie mineral.